# Negeri Agung (Margatiga)
Negeri Agung is een bestuurslaag in het regentschap Lampung Timur van de provincie Lampung, Indonesië. Negeri Agung telt 1172 inwoners (volkstelling 2010).